# Bob Charles
Robert "Bob" Charles, född 14 mars 1936 i Carterton i regionen Wellington i Nya Zeeland, är en av världens genom tiderna bästa vänsterspelande golfspelare. Han vann mer än 70 tävlingar och var den förste vänsterhänte spelaren som vann en major.
Bob Charles föddes i Carterton, en liten stad i Wairarapa-distriktet på nyzeeländska Nordön. Charles bodde i Masterton där han arbetade som bankkassör och han visade även upp en stor talang som golfspelare. Han var högerhänt men hans två förebilder, pappa Ivor och mamma Phyllis, var vänsterspelare.
Han lärde sig att spela golf på en 9-hålsbana och då han var 16 år var han scratchspelare. Han orsakade en sensation då han den 8 november 1954 som 18-åring vann över ett internationellt fält med toppspelare i New Zealand Open på Heretaunga. Media lovordade den unge mannen som tangerade tävlingsrekordet på 280 slag och många förutspådde redan då en framgångsrik proffskarriär för Charles.
Charles beslutade sig för att använda sin golftalang som amatör och fortsatte därför att arbeta på banken i ytterligare sex år. Under den perioden visade han upp en bra puttning vilket senare bidrog till att han kom med på proffstouren. Han representerade Nya Zeeland många gånger i internationella tävlingar under den perioden.
Charles har flerfaldigt belönats av drottning Elizabeth II, som 1972 tog upp honom i officersklassen av Brittiska Imperieorden (OBE) och 1992 befordrade honom till kommendör av 2 klass (CBE) i samma orden. I sin roll som drottning av Nya Zeeland adlade hon Charles genom att 1999 utnämna honom till Knight Companion of the New Zealand Order of Merit (KNZM).
Charles drog sig tillbaka från tävlingsgolfandet 2001.

## Karriär
Charles blev professionell 1960 och året efter vann han New Zealand PGA Championship. Strax efter den segern började han att spela på de europeiska och nordamerikanska tourerna.
1962 blev han riktigt känd då han vann sin första PGA-tävling i USA, Shell Houston Open. Året efter kom hans största seger då han vann The Open Championship på Royal Lytham & St Annes. Efter fyra rundor (68,72,66,71) var han med 277 slag lika med amerikanen Phil Rodgers men han vann särspelet med åtta slag sedan han hade enputtat på elva greener.
Charles har vunnit omkring 80 tävlingar runt om i världen och har slutat bland de fem bästa många gånger. Liksom sina PGA-segrar så anses hans seger i 1969 i World Matchplay Championship vara en av hans största. Han uppskattade själv när han 1993 vann Senior British Open, 30 år efter att han vunnit The Open Championship.
1973 var han en av huvudattraktionerna då Scandinavian Enterprise Open hade premiär på Drottningholm.
Hans deltagande på PGA Senior Tour (numera Champions Tour) var mycket framgångsrik och han vann 23 tävlingar och tre år, 1988, 1989 och 1993 hade han den lägsta genomsnittsscoren.
Charles är en idrottshjälte i Nya Zeeland, inte bara för sina sportsliga framgångar utan även för sitt intress och hängivenhet för juniorgolfarna. Han var även en förgrundsfigur för vänsterhänta spelare över hela världen. Före kanadensaren Mike Weir vann The Masters Tournament 2003 var Charles den ende vänsterspelaren som hade vunnit en major. Phil Mickelson blev den tredje då han vann 2004 års Masters.
Charles belönades 1972 av drottning Elizabeth II med officersgraden av Brittiska Imperieorden (OBE); han blev upphöjd till Kommendör av 2 klass 1992. Han blev Sir Bob Charles 1999 när han dubbades till Knight Companion of the New Zealand Order of Merit.
Charles gifte sig med sin fru Verity 1962 och de har två barn, Beverly (född 1966) och David (född 1968) som är golfdirektör i USA. Bob Charles är en framgångsrik golfbanedesigner och har bidragit till Formosa Country Club i North Shore City, Millbrook i Queenstown, New Zealand och niohålsbanan på Matarangi på Coromandel Peninsula.

## Meriter

### Majorsegrar
- 1963 The Open Championship

### PGA-segrar
- 1962 Shell Houston Open
- 1963 Houston Classic (PGA),
- 1967 Atlanta Classic
- 1968 Canadian Open
- 1965 Tucson Open Invitational
- 1974 Greater Greensboro Open

### Champions Tour
- 1987 Vintage Chrysler Invitational, GTE Classic, Sunwest-Charley Pride Classic
- 1988 NYNEX/Golf Digest Commemorative, Sunwest-Charley Pride Classic, Rancho Murieta Senior Gold Rush, Vantage Bank One Senior Golf Classic, Pepsi Senior Challenge
- 1989 Senior British Open, GTE Suncoast Classic, NYNEX/Golf Digest Commemorative, Digital Seniors Classic, Sunwest-Charley Pride Classic, Fairfield-Barnett Space Coast Classic
- 1990 Digital Seniors Classic, GTE Kaanapali Classic
- 1991 GTE Suncoast Classic
- 1992 Raileys Senior Gold Rush, Transamerica Senior Golf Championship
- 1993 Senior British Open, Doug Sanders Celebrity Classic, Bell Atlantic Classic, Quicksilver Classic
- 1995 Hyatt Regency Maui Kaanapali Classic
- 1996 Hyatt Regency Maui Kaanapali Classic

### Övriga segrar
- 1954 New Zealand Open
- 1961 New Zealand PGA Championship, The Daks Golf Tournament, Bowmaker Tournament, Caltex Open
- 1962 Caltex Open, Swiss Open
- 1963 Watties Open
- 1966 New Zealand Open, Watties Open
- 1967 Caltex Open
- 1968 Watties Open
- 1969 Piccadilly World Match Play Champion
- 1970 New Zealand Open
- 1972 Dunlop Masters, John Player Classic
- 1973 Scandinavian Enterprise Open, South African Open, New Zealand Open
- 1974 Swiss Open
- 1978 Air New Zealand Shell Open
- 1979 New Zealand PGA Championship
- 1983 Tallahassee Open
- 1986 Mazda Championship (tillsammans med Amy Alcott)
- 1987 Mauna Lani Invitational
- 1988 Fuji Electric Grandslam, 1st National Bank Classic
- 1989 Fuji Electric Grandslam
- 1990 Fuji Electric Grandslam, Kintetsu Home Senior, Daikyo Senior Invitational
- 1991 Kintetsu Home Senior
- 1998 Office Depot Father and Son Challenge (med sin son David)